# Döröske
Döröske je vas na Madžarskem, ki upravno spada pod Kermendinsko okrožje Železne županije.